# Медленная мода
Медленная мода (англ. slow fashion) — направление в медленном движении, применяющее принципы данного движения к моде и одежде. Это способ найти и реализовать подходы к производству и использованию одежды, основанные на переориентации стратегий дизайна, производства, потребления, использования и повторного использования, которые уменьшат влияние на окружающую среду и общество в целом.

## История
Интерес к экологичности в сфере моды наблюдались еще в конце XX века. В 1990 году The New York Times и Vogue опубликовали статьи об экологических тенденциях в мире моды. В 1995 году Джорджио Армани начал использовать коноплю в своей коллекции Emporio Armani. Экологические инициативы привели к тому, что в середине 2000-х годов термин «медленная мода» появился и начал использоваться в интернете. Активное распространение термин получил в 2007 году благодаря Кейт Флетчер, после публикации статьи в журнале Ecologist, где автор сравнила движение «медленной моды» с движением слоуфуд. Согласно ей, «медленная мода — это не сезонный тренд, который приходит и уходит, как линька у животных, а набирающее обороты экологически рациональное движение». Концепция получила широкое распространение, с большим количеством последователей. В 2009 году журнал Vogue проследил историю контекста медленного движения моды.
Карл Оноре, автор книги «В похвалу медлительности» отмечает, что подобный подход к производству и потреблению является революционным процессом в современном мире, поскольку он побуждает тратить время на обеспечение качественного производства, придавать ценность продукту и рассматривать связь с окружающей средой.

## Основные принципы
Движение медленной моды основано на тех же принципах, что и движение медленного питания (слоуфуд), выступающее в качестве альтернативы массовому производству одежды. Изначально движение медленной моды отвергало всю массово произведённую одежду, признавая только то, что сделано вручную, но постепенно расширило свои принципы и толкования.
Некоторые примеры практики медленной моды:
- Бойкотирование массового производства одежды и быстрой моды.
- Выбор в пользу одежды местного производства и ремесленных изделий для поддержания малого бизнеса; честная торговля.
- Покупка винтажной одежды.
- Жертвование ненужной одежды.
- Выбор одежды из экологически рациональных, этично произведённых или переработанных тканей.
- Выбор качественной одежды, которая будет служить долго и подлежит восстановлению, выбор классического стиля вне сезонных трендов.
- Самостоятельное производство — изготовление, ремонт, изменение и переработка собственной одежды.
- Замедление темпов потребления модной одежды: покупать меньше и реже.

Медленное движение в моде — это совокупность всех «устойчивых», «экологических» и «этических» направлений моды. Оно поощряет изучение связей швейной промышленности и её воздействия на окружающую среду и природные ресурсы, замедление цепочки поставок для сокращения количества трендов и сезонов в моде, а также производство качественных вещей и возвращение большей ценности одежде, противоположность «одноразовой» моды. Ключевой тезис медленной моды — «качество важнее количества». Это означает замедление темпов потребления одежды и выбор вещей, которые прослужат дольше.

## Медленная мода и Устойчивая мода
Феномен Медленной моды часто соотносят с понятием устойчивой моды. Эти явления близки, но неидентичны. Устойчивая мода — понятие, связанное с программой устойчивого развития. Понятие Медленной моды в большей степени связано с динамикой потребления. Стратегия Медленной моды исходит из возможности снижения скорости потребления, в то время как Устойчивая мода затрагивает более широкий спектр проблем. Устойчивая мода подразумевает создание универсального стиля, переработку материалов, обращение к экологическому стандарту, обращение к этике, ответственному потреблению и использование принципов устойчивого развития.

## Влияние
Медленная мода зачастую предполагает использование долговечных материалов, традиционных методов производства или концепций дизайна, которые не зависят от сезона. Медленный подход к производству направлен на то, чтобы повлиять на многие точки производственной цепочки. Для работников текстильной промышленности развивающихся стран медленная мода означает более высокую заработную плату и безопасные условия труда. Благодаря медленной моде конечные потребители получают продукты более высокого качества, из безопасных материалов. С экологической точки зрения это означает, что будет меньше одежды и промышленных отходов, которые удаляются из использования в соответствии с переходными тенденциями в медленной моде. В последние годы движение получает большую известность и значительный рост количества последователей за счет обостряющихся экологических проблем.

## Критика
Движение подвергается критике из-за того, что оно наносит удар по малообеспеченным потребителям, единственным средством доступа к трендам которых являются дешевые и доступные товары. Из-за экологичности компонентов изделия и меньшей автоматизации производства финальная стоимость товара значительно возрастает. Те потребители, которые занимают высокое положение в обществе, могут позволить себе потреблять товары медленной моды и укреплять свой статус и положение, в то время как те, кто занимает более низкое социальное положение, негодуют, когда им говорят оставаться на нижних ступенях статусной иерархии.
Критике подвергаются некоторые бренды, которые утверждают, что стремятся следовать принципам медленной моды, но не делают этого на самом деле. Например, шведскую компанию H&M обвинили в том, что она не является устойчивой, когда выяснилось, что она сжигает свою непроданную одежду.

## В культуре
В 2015 году Эндрю Морган выпустил документальный фильм «The True Cost», в котором он путешествовал по миру и пытался понять как производится одежда. В фильме рассматриваются различные подходы к производству одежды, их влияние на окружающую среду. Особый акцент делается на медленной моде и устойчивом производстве.

## Влияние на экономику
Исследование влияния стратегии «медленной моды» на рост бразильских компаний, специализирующихся на продаже одежды секонд-хенд, выявило ее значительный вклад в развитие данного сегмента. Согласно данным ABIT, в 2021 году текстильная и швейная промышленность Бразилии выросла на 20%, достигнув оборота в 194 млрд реалов. В то же время, рынок секонд-хенда демонстрирует еще более высокие темпы роста, опережая сегмент «быстрой моды» примерно на 9 процентных пунктов, согласно исследованию Thredup (2022). Опрос пяти магазинов секонд-хенда в штате Рио-де-Жанейро показал устойчивый рост их доходов с 2018 по 2022 год, несмотря на временное снижение, связанное с пандемией COVID-19. 80% опрошенных предпринимателей отметили, что используют стратегию «медленной моды» как инструмент развития бизнеса, делая акцент на уникальности, качестве товаров и экологической ответственности. Экономия для потребителей при покупке одежды секонд-хенд может достигать 80% (Sebrae, 2015), что способствует демократизации моды и привлечению новых клиентов.